# Copa moldava de futbol
La copa moldava de futbol, en moldau Cupa Moldovei, és la màxima competició futbolística per eliminatòries de Moldàvia.

## Historial
Font:

### Campions durant l'època soviètica
- 1945 Dinamo Kishinyov
- 1946 Dinamo Kishinyov
- 1947 Dinamo Kishinyov
- 1948 Belcy Bendery
- 1949 Lokomotiv Kishinyov
- 1950 Burevestnik Bendery
- 1951 Trud Kishinyov
- 1952 Dinamo Kishinyov
- 1953 Dinamo Kishinyov
- 1954 Lokomotiv Ungeny
- 1955 Burevestnik Bendery
- 1956 Burevestnik Bendery
- 1957 KSKhI Kishinyov
- 1958 Lokomotiv Kishinyov
- 1959 KSKhI Kishinyov
- 1960 KSKhI Kishinyov
- 1961 Moldavkabel' Bendery
- 1962 Moldavkabel' Bendery
- 1963 Volna Kishinyov
- 1964 Temp Tiraspol
- 1965 Traktor Kishinyov
- 1966 Vibropribor Kishinyov
- 1967 Traktor Kishinyov
- 1968 Temp Tiraspol
- 1969 Temp Tiraspol
- 1970 Pishchevik Bendery
- 1971 Pishchevik Bendery
- 1972 Pishchevik Bendery
- 1973 Politekhnik Kishinyov
- 1974 Dinamo Kishinyov
- 1975 Dinamo Kishinyov
- 1976 Stroitel Tiraspol
- 1977 Grenicherul Glodyany
- 1978 KSKhI Kishinyov
- 1979 Kolos Peleniya
- 1980 Dnestr Chobruchi
- 1981 no es disputà
- 1982 no es disputà
- 1983 no es disputà
- 1984 Luch Soroki
- 1985 Tekstilshchik Tiraspol
- 1986 Stroitel' Faleshty
- 1987 Stroitel' Faleshty
- 1988 Tigina Bendery
- 1989 Tigina 2 Bendery
- 1990 Moldavgidromash Kishinyov

### Campions des de la independència
| Any     | Campió                     | Resultat           | Finalista              | Seu                            |
| ------- | -------------------------- | ------------------ | ---------------------- | ------------------------------ |
| 1992    | Bugeac Comrat (1)          | 5-0                | Tiligul-Tiras Tiraspol | Stadionul Republican, Chişinău |
| 1992-93 | Tiligul-Tiras Tiraspol (1) | 1-0                | Dinamo Chişinău        | Stadionul Republican, Chişinău |
| 1993-94 | Tiligul-Tiras Tiraspol (2) | 1-0 (prò.)         | Nistru Otaci           | Stadionul Republican, Chişinău |
| 1994-95 | Tiligul-Tiras Tiraspol (3) | 1-0                | Zimbru Chişinău        | Stadionul Republican, Chişinău |
| 1995-96 | Constructorul Chişinău (1) | 2-1                | Tiligul-Tiras Tiraspol | Stadionul Republican, Chişinău |
| 1996-97 | Zimbru Chişinău (1)        | 0-0 (prò.) (7-6 p) | Nistru Otaci           | Stadionul Republican, Chişinău |
| 1997-98 | Zimbru Chişinău (2)        | 1-0                | Constructorul Chişinău | Stadionul Republican, Chişinău |
| 1998-99 | Sheriff Tiraspol (1)       | 2-1 (prò.)         | Constructorul Chişinău | Stadionul Republican, Chişinău |
| 1999-00 | Constructorul Chişinău (2) | 1-0                | Zimbru Chişinău        | Stadionul Republican, Chişinău |
| 2000-01 | Sheriff Tiraspol (2)       | 0-0 (prò.) (5-4 p) | Nistru Otaci           | Stadionul Republican, Chişinău |
| 2001-02 | Sheriff Tiraspol (3)       | 3-2 (prò.)         | Nistru Otaci           | Stadionul Republican, Chişinău |
| 2002-03 | Zimbru Chişinău (3)        | 0-0 (prò.) (4-2 p) | Nistru Otaci           | Stadionul Republican, Chişinău |
| 2003-04 | Zimbru Chişinău (4)        | 2-1                | Sheriff Tiraspol       | Stadionul Republican, Chişinău |
| 2004-05 | Nistru Otaci (1)           | 1-0                | Dacia Chişinău         | Stadionul Republican, Chişinău |
| 2005-06 | Sheriff Tiraspol (4)       | 2-0                | Nistru Otaci           | Stadionul Republican, Chişinău |
| 2006-07 | Zimbru Chişinău (5)        | 1-0                | Nistru Otaci           | Stadionul Republican, Chişinău |
| 2007-08 | Sheriff Tiraspol (5)       | 1-0                | Nistru Otaci           | Stadionul Republican, Chişinău |
| 2008-09 | Sheriff Tiraspol (6)       | 2-0                | Dacia Chişinău         | Stadionul Republican, Chişinău |
| 2009-10 | Sheriff Tiraspol (7)       | 2-0                | Dacia Chişinău         | Estadi Zimbru, Chişinău        |
| 2010-11 | Iskra-Stal (1)             | 2-1                | Olimpia                | Estadi Zimbru, Chişinău        |
| 2011-12 | Milsami Orhei (1)          | 0-0 (prò.) (5-3 p) | CSCA-Rapid             | CSR Orhei, Orhei               |
| 2012-13 | FC Tiraspol (3)            | 2-2 (prò.) (4-2 p) | Veris Drăgăneşti       | Estadi Zimbru, Chişinău        |
| 2013-14 | Zimbru Chişinău (6)        | 3-1                | Sheriff Tiraspol       | Estadi Zimbru, Chişinău        |
| 2014-15 | Sheriff Tiraspol (8)       | 3-2 (prò.)         | Dacia Chişinău         | Estadi Zimbru, Chişinău        |
| 2015-16 | Zaria Bălți (1)            | 1-0 (prò.)         | Milsami Orhei          | Estadi Zimbru, Chişinău        |
| 2016-17 | Sheriff Tiraspol (9)       | 5-0                | Zaria Bălți            | Estadi Zimbru, Chişinău        |
| 2017–18 | Milsami Orhei (2)          | 2–0 (prò.)         | Zimbru Chișinău        | Estadi Zimbru, Chişinău        |
| 2018–19 | Sheriff Tiraspol (10)      | 1–0 (prò.)         | Sfântul Gheorghe       | Estadi Zimbru, Chişinău        |
| 2019–20 | Petrocub Hîncești (1)      | 0–0 (prò.) (5-3 p) | Sfântul Gheorghe       | Estadi Zimbru, Chişinău        |
| 2020–21 | Sfântul Gheorghe (1)       | 0–0 (prò.) (3-2 p) | Sheriff Tiraspol       | Estadi Zimbru, Chişinău        |
| 2021–22 | Sheriff Tiraspol (11)      | 1–0                | Sfântul Gheorghe       | Estadi Nisporeni, Nisporeni    |
| 2022–23 | Sheriff Tiraspol (12)      | 0–0 (prò.) (7-6 p) | Bălți                  | Estadi Municipal, Hîncești     |
| 2023–24 | Petrocub Hîncești (2)      | 3–1                | Zimbru Chișinău        | Estadi Zimbru, Chişinău        |